# Pendant ce temps sur Terre
Pour plus de détails, voir Fiche technique et Distribution.
Pendant ce temps sur Terre est un film français réalisé par Jérémy Clapin et sorti en 2024.

## Fiche technique
Sauf indication contraire, les informations mentionnées dans cette section peuvent être confirmées par la base de données cinématographiques IMDb,  présente dans la section « Liens externes ».
- Titre français : Pendant ce temps sur Terre
- Réalisation et scénario : Jérémy Clapin
- Costumes : Ariane Daurat
- Décors : Marion Burger
- Photographie : Robrecht Heyvaert
- Montage : Jean-Christophe Bouzy
- Musique : Dan Levy
- Son : Vincent Piponnier
- Production : Marc du Pontavice
- Société de production : One World Films, en association avec 5 SOFICA
- Société de distribution : Diaphana Distribution (France)
- Pays de production :  France
- Format : couleur — 2,39:1 — son 5.1[1]
- Genre : aventures, drame, science-fiction
- Durée : 89 minutes
- Dates de sortie :
  - Allemagne : 16 février 2024 (Berlinale)
  - France : 23 mars 2024 (Festival Cinéma d'Alès – Itinérances)[2] ; 3 juillet 2024 (sortie nationale)
  - Suisse : 6 juillet 2024 (Festival international du film fantastique de Neuchâtel)

## Distribution
- Megan Northam : Elsa Martens
- Catherine Salée : Annick Martens, la mère d'Elsa
- Sam Louwyck : Daniel Martens,  le père d'Elsa
- Roman Williams : Vincent Martens, le petit frère d'Elsa
- Sofia Lesaffre : Audrey, la collègue d'Elsa
- Dimitri Doré : la voix dans la tête d'Elsa (voix)
- Sébastien Pouderoux : Franck Martens, le grand frère d'Elsa
- Nicolas Avinée : Augustin
- Yoann Thibaut Mathias : Jordan
- Arcadi Radeff : Luc
- Sabine Timoteo : Sidonie
- Marie Bray : Marie-Rose Lebon
- Christian Bouillette : Monsieur Droulez

## Production

### Tournage
Le tournage a lieu d'août à octobre 2022 dans le Puy-de-Dôme : bois d'Orcines (scènes de forêt), Saint-Éloy-les-Mines (maison d'Elsa), Enval (centre hospitalier), Clermont-Ferrand, Royat, Maringues... Quelques jours de tournage ont également lieu à Paris et en Belgique.

## Distinctions

### Récompense
- Hallucinations collectives 2024 : prix du jury[3],[4]

### Sélections
- Berlinale 2024 : sélection en section Panorama[5]
- Festival Cinéma d'Alès – Itinérances 2024[2]